# 香川美紀
スウィージー 美紀（スウィージー みき、1987年11月18日 - ）は、日本のファッションモデル、タレント、女優。神奈川県出身。スターダストプロモーション芸能1部所属。旧芸名、香川 美紀（かがわ みき）。愛称はカガミン。

## 略歴
- 2007年、第1回「日中韓三ヵ国“友好大使”杯国際スーパーモデルコンテスト」に出場。
- 2008年10月、テレアサショップ（テレビ朝日関連商品を販売する店）3代目イメージガール（先代は長谷川愛）に就任し、4年半務める。
- 2008年から2012年まで、TBS『輝く!日本レコード大賞』のステージアシスタントを5年連続で務める[1]。
- 2010年、この年結成されたスポーツ紙6紙合同のキャンペーンガールユニット「スクープ!?」のサンケイスポーツ担当として1年間活動する。
- 2012年3月25日、国際フィッシングショー2012（パシフィコ横浜）で行われた「Angler's Idol 2012」オーディションにファイナリストまで進出するも、受賞はならなかった。
- 2013年4月6日より、岸本梓の産休を受け、日本テレビ『ズームイン!!サタデー』にレギュラー出演[2]。
- 2014年1月25日のズムサタのオープニングで、同年1月18日に一般男性と結婚したことを発表[3]。その後同年3月29日の放送をもってズムサタを卒業し[4]、産休明けの岸本に後を譲る[5]。
- 2015年6月、香川美紀からスウィージー美紀に改名。
- 2016年1月、男児を出産。

## 人物
- 趣味は読書、漫画、アニメ、ゲーム、ズンバ、愛犬と過ごすこと。
- 特技は書道、ピアノ。
- 弟が1人いる（本人のブログより）。

## 出演

### テレビ番組
- 明石家サンタの史上最大のクリスマスプレゼントショー（2008年12月24日、フジテレビ） - アシスタント
- 輝く!日本レコード大賞（TBS） - 第50回（2008年12月30日）から第54回（2012年12月30日）までアシスタントとして出演
- SHIBUYA DEEP A（2010年10月1日、NHK BS2） - ファッションショー企画に出演
- 平成22年度NHK新人演芸大賞（2010年11月6日、NHK総合） - アシスタント
- 日本有線大賞（TBS） - 第44回（2011年12月10日）、第45回（2012年11月14日）にアシスタントとして出演
- ひみつの嵐ちゃん!（TBS） - アシスタントとして不定期出演
- 釣り・ロマンを求めて（2012年5月5日、テレビ東京） - 松本圭一、湯元美咲と共にイサキ、アジ釣りに挑戦
- さいたまイイとこ!TV（2012年10月 - 2014年6月、J:COM さいたま） - リポーター
- ズームイン!!サタデー（2013年4月6日 - 2014年3月29日、日本テレビ） - リポーター
- ポケモンゲット☆TV（2014年4月13日、テレビ東京） - 博多華丸・大吉と共にゲスト出演
- 生活情報マーケット なないろ日和!（2016年7月 - 、テレビ東京） - リポーター

### テレビドラマ
- BOYSエステ（2007年、テレビ東京）
- Cafe吉祥寺で（2008年、テレビ東京）
- ヤマトナデシコ七変化（2010年、TBS）
- 華和家の四姉妹（2011年、TBS）

### 舞台
- 大奥（2007年9月29日 - 11月29日、明治座 / 中日劇場） - 瀧山付部屋子 役
- 品川よしもとプリンスシアタードラマ部「課外活動 in 品川 Vol.7」（2011年11月1日、よしもとプリンスシアター）

### CM
- コナカ「A / Wコレクション」（2016年）

### 広告
- サンスター「トニックシャンプー」（2007年）

### パチンコ
- CRラブ嬢プラス〜今夜も、ご延長の方はいかがなさいますか?〜（2013年、平和）[6]

### パチスロ
- ラブ嬢（2013年、オリンピア）[7]